# Blackford (Sedgemoor)
Blackford – wieś w Anglii, w hrabstwie Somerset. Leży 11,2 km od miasta Burnham-on-Sea, 29,2 km od miasta Taunton i 194,7 km od Londynu. W 2016 miejscowość liczyła 719 mieszkańców.